# Єремина (село)
Єре́мина (рос. Ерёмина) — село у складі Ірбітського міського округу Свердловської області.
Населення — 12 осіб (2010, 10 у 2002).
Національний склад населення станом на 2002 рік: росіяни — 100 %.
До 1 жовтня 2017 року село мало статус присілка.